# Albiński
Albiński – herb szlachecki, nadany w zaborze austriackim.

## Opis herbu
Opis stworzony zgodnie z klasycznymi regułami blazonowania:
W krzyż. Naprzemiennie: w polu błękitnym krokiew złota z takimiż gwiazdami nad nią i takąż lilią pod nią, w polu srebrnym dziki mąż w przepasce z liści zielonych, trzymający w prawicy sosnę o trzech konarach i poczwórnym korzeniu. Klejnot: pół jednorożca wspiętego, srebrnego. Labry z prawej błękitne, podbite złotem, z lewej błękitne, podbite srebrem.

## Najwcześniejsze wzmianki
Nadany podpułkownikowi Jerzemu Albińskiemu, razem z pierwszym stopniem szlachectwa (Edler von) i predykatem von Alvinz, w Galicji 25 września 1857 roku.

## Herbowni
Jedno nazwisko herbownego (herb pochodził z nobilitacji osobistej):
Albiński Edler von Alvinz.